# 山藤馨
山藤 馨（やまふじ かおる、1933年〈昭和8年〉4月23日 - 2024年〈令和6年〉10月5日）は、日本の電子工学者。専門は計測工学、制御工学。超電導の権威。九州大学名誉教授、有明工業高等専門学校名誉教授。位階勲等は従三位瑞宝中綬章。
九州大学工学部長、第7代有明工業高等専門学校長、福岡工業大学学長、低温工学・超電導学会会長等を歴任した。

## 略歴
1933年（昭和8年）4月23日、九州大学名誉教授山藤一雄の子息として福岡県に生まれる。
1952年（昭和27年）福岡県立修猷館高等学校を経て、1956年（昭和31年）に九州大学理学部を卒業。1961年（昭和36年）九州大学大学院理学研究科物理専攻博士課程を修了。
九州大学工学部助手、助教授を経て、1973年（昭和48年）同教授に就任。1994年（平成6年）同工学部長に就任。1997年（平成9年）に退官し、九州大学名誉教授となる。
1997年（平成9年）4月より2002年（平成14年）3月まで、第7代有明工業高等専門学校長を務めた後、同年4月18日に有明工業高等専門学校名誉教授となる。
2004年（平成16年）10月、福岡工業大学学長に就任し、2010年（平成22年）9月限りで退任した。
2008年（平成20年）春の叙勲で、瑞宝中綬章を受章した。
2024年（令和6年）10月5日、死去。91歳没。死没日付で、従三位に叙された。